# سيمون نيل (مغني)
سيمون نيل (بالإنجليزية: Simon Neil)‏ هو مغني ومغن مؤلف بريطاني، ولد في 31 أغسطس 1979 في Irvine, North Ayrshire ‏ في المملكة المتحدة.

## وصلات خارجية
- الموقع الرسمي
- سيمون نيل على موقع ميوزك برينز (الإنجليزية)
- سيمون نيل على موقع أول ميوزيك (الإنجليزية)
- سيمون نيل على موقع ديسكوغز (الإنجليزية)